# Miocora obscura
Miocora obscura – gatunek ważki z rodziny Polythoridae. Występuje w Ameryce Centralnej; stwierdzony w Kostaryce i Panamie.